# Фердинанд Маркос-младши
Фердинанд Ромуалдес Маркос-младши (на тагалог: Ferdinand Romualdez Marcos, Jr), известен също като Бонгбонг Маркос, е филипински политик от Федералната партия на Филипините (до 2021 година - от Националистическата партия).
Роден е на 13 септември 1957 година в Манила в семейството на политика и бъдещ диктатор на страната Фердинанд Маркос и съпругата му Имелда. Учи известно време в Оксфордския и в Пенсилванския университет, но не се дипломира. След това заема различни постове в ръководения от баща му авторитарен режим до неговото падане през 1986 година, когато напуска страната до 1991 година. През следващите години е избиран неколкократно в парламента. През 2021 година оглавява Федералната партия и през следващата година е избран за президент, заемайки поста на 30 юни 2022 година